# سيدهارث أناند
سيدهارث أناند (بالهندية: सिद्धार्थ आनन्द؛ بالإنجليزية: Siddharth Anand) هو كاتب سيناريو ومخرج هندي، (و. 1978  م).

## وصلات خارجية
- سيدهارث أناند على موقع IMDb (الإنجليزية)
- سيدهارث أناند على موقع ألو سيني (الفرنسية)
- سيدهارث أناند على موقع قاعدة بيانات الفيلم (الإنجليزية)
- سيدهارث أناند على موقع كينوبويسك (الروسية)